# Законодавни јуан
Законодавни јуан (кин: 立法院, Lìfǎ Yuàn) је носилац законодавне власти и једнодомно народно представништво у Републици Кини (Тајвану).
Већина послова Законодавног јуана се одрађује у његовим законодавним одборима. Законске предлоге му могу подносити сви други јуани (Извршни, Судски, Контролни и Испитни јуан). Законске предлоге које подноси Законодавни јуан морају бити претходно разматрани од стране његових одбора да би ушли у законодавну процедуру. Прије доношења, закон се претреса у три читања.